# أربوات
اربوات هي إحدى بلديات ولاية البيض. تقع في الجنوب الغربي لولاية البيض وتبعد حوالي 100 كلم عن مقر الولاية، تابعة إدارياً إلى دائرة الأبيض سيدي الشيخ التي تبعد عنها شمالاً حوالي 20 كلم. يحد البلدية شمالاً بلدية عين العراك وجنوباً بلدية الأبيض سيدي الشيخ ويحدها غرباً بلدية المحرة وشرقاً بلديتي بريزينة و الكراكدة.

## الموقع
تقع بين خطي عرض (33°5'18«N) وبين خطي طول (0°34'41»W)، تتكون من مجمعين سكنيين هما أربوات التحتاني وأربوات الفوقاني ويوجد مقر البلدية في أربوات التحتاني بحيث يبعدان عن بعضهما البعض حوالي 3 كلم. تقع جنوب منطقة الهضاب العليا التي يسودها مناخ بارد وجاف شتاءً وحار جاف صيفاً.
و نظراً لإستراتيجية المنطقة فإنها تعتبر ممر لأحد أهم أنابيب الغاز (المار نحو البرتغال) بحيث يوجد بالمنطقة محطة ضخ للغاز المعروفة باسم المنحر والذي يعتبر منطقة صناعية هامة.

## الفلاحة
تتميز بلدية أربوات بميزات طبيعية أهمها واحة النخيل المحيطة بالوادي المعروف بالوادي الكبير ويطوق المنطقة سلسلة من الجبال الوعرة أهمها: «البقرة – بسباع – الخنيقات - ضلعة سيدي معمر -....» غرباً و«الحجرة الطايحة – الرصفة الحرشة-...» شرقاً، إضافة إلى الكثبان التي تكسو الجهة الشرقية والتي تتميز بوجود الكلأ والعشب الرعوي أهمها: «الباقل-الرتم-الدرين-الديس-...ألخ» وهذا ما جعل سكان هذه المنطقة يعتمدون في معيشتهم على النشاط الفلاحي والرعوي ومن أهم المنتجات الفلاحية الموسمية «الكابوية (اليقطين)-الجزر-اللفت-البصل-الفول-القمح-الشعير-» إضافة إلى بعض الفواكه أهمها «التمر (و إن كان أقل جودة لبرودة المناخ)-المشمش-التين-الرمان-السفرجل», والمنتجات الحيوانية والمتمثلة في تربية المواشي في الحضر وكذا البوادي وذلك في الخيم المحيطة بالبلدية مثل (المركب-الوتد-القدية-...) وأهمها (الغنم والبقر).

## العادات والتقاليد
و من أهم المأكولات الشعبية السائدة نذكر منها الكسكس -الطعام- الأكثر استهلاكاً والملائم لطبيعة المنتجات المتوفرة كالكابوية (القرع)، الجزر، السمن الذي يعرف محليا بالدهان، اللفت... إضافة مؤكولات محلية كـ (المعكرة، الرفيس، المخلعة، الرقاق...).
و نظراً لطبيعة أربوات الباردة شتاء يعمد سكانها إلى لبس الثياب الصوفية التقليدية كالجلابة وو البرنوس المنسوجة محلياً باستخدام الصوف والأدوات التقليدية كالمنسج والخلالة وغير ذلك من الأدوات التقليدية.

## العائلات الأصلية
من أبرز العائلات التاريخية في بلدية أربوات، **عائلة حميسي**، التي تُعتبر من أصول المنطقة. ورد ذكرها في كتاب *سلسلة الأصول في شجرة أبناء الرسول صلى الله عليه وسلم* للقاضي الشيخ **سيدي عبد الله بن محمد بن الشارف بن سيدي علي حشلاف**، كإحدى العائلات المنحدرة من أولاد **سيدي بودخيل** (المعروفين بـالعفافنة)، ما يثبت عمق انتمائها التاريخي والثقافي بأربوات.